# Peisey-Nancroix
Peisey-Nancroix település Franciaországban, Savoie megyében. Lakosainak száma 633 fő (2022. január 1.). Peisey-Nancroix Bourg Saint Maurice, Champagny-en-Vanoise, Landry, Tignes, Villaroger és La Plagne Tarentaise községekkel határos.

## Népesség
A település népességének változása:
| Lakosok száma | 655  | 640  | 666  | 642  | 643  | 641  | 636  | 634  | 633  |
|               | 2013 | 2015 | 2016 | 2017 | 2018 | 2019 | 2020 | 2021 | 2022 |